# Ignaz Kober
Ignaz Kober (* 19. Februar 1756 in Olmütz, Mähren (heute Tschechien); † 17. September 1813 in Wien) war ein Orgelbauer.

## Leben und Werk
Ignaz Kober erlernte den Orgelbau bei Franz Xaver Christoph in Wien und legte dort 1785 den Bürgereid ab. Christoph war 1786 Kobers Trauzeuge, als dieser zum zweiten Mal heiratete. Lehrer und Schüler blieben zeitlebens freundschaftlich verbunden. Nach Christophs Tod führte Kober dessen Werkstatt 1793/1794 übergangsweise fort. Seine Bewerbung um die Stelle eines Hoforgelmachers blieb 1794 erfolglos; erst im Jahr 1800 erhielt Kober den Titel. Christoph Erler heiratete Kobers älteste Tochter Maria Anna Magdalena (* 23. Juni 1787 in Laimgrube) und übernahm nach Kobers Tod dessen Werkstatt.

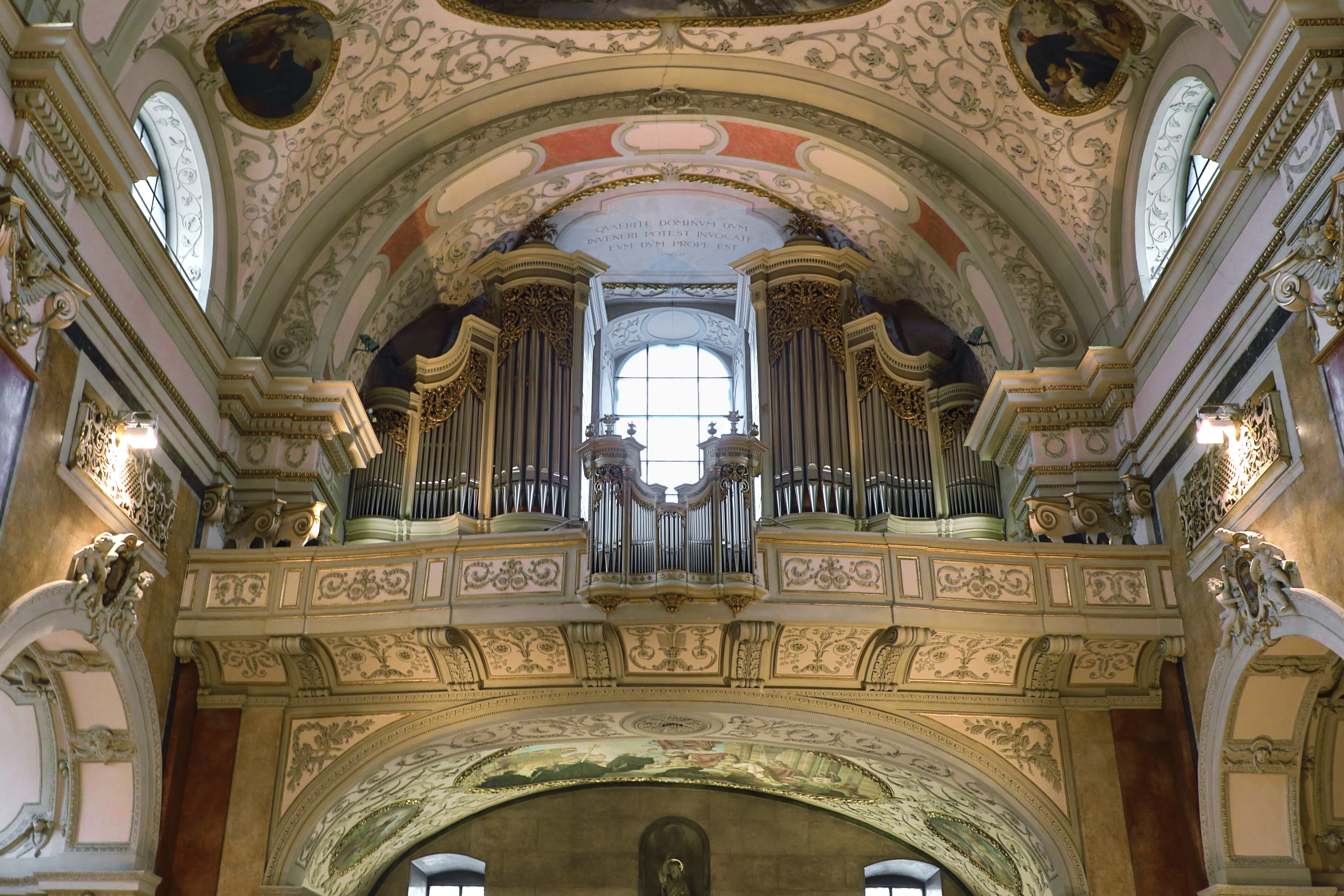
Orgel der Schottenkirche mit dem Prospekt der Kober-Orgel aus dem Jahr 1804

Im Jahre 1802 fertigte der Wiener Hoforgelbauer Ignaz Kober das bis 1995 erhaltene große Orgelwerk mit 64 Registern für die dortige Schottenkirche. Unter Verwendung von Teilen des Gehäuses der Römerorgel entstand ein über 50-registriges Instrument, das aber nur zwei Manuale hat. Diese Orgel hat Stimmen mit durchschlagenden Zungen wie das Orchestrion von Georg Joseph Vogler. Vogler war von 1798 bis 1800 in Prag, von 1800 bis 1804 in Wien, dann in Salzburg, und 1805 in München. In zahlreichen Orgeln ließ er auf eigene Kosten sein System mit durchschlagender Zungen und anderen Neuerungen einbauen. Ignaz Kober und viele weitere Orgelbauer verdankten diesem Umstand viel.
Im nördlichen Querhausarm der Stiftskirche Heiligenkreuz hat eine große Kober-Orgel, deren Höhe fast die Decke erreicht, nach erfolgter Restaurierung durch Helmut Allgäuer 1997 ihren Platz gefunden. Sie wurde 1804 vom k.u.k. Hoforgelbaumeister Ignaz Kober gebaut und besitzt zwei Manuale, 55 Register und 2959 Pfeifen. Berühmte Komponisten wie Franz Schubert und Anton Bruckner haben auf ihr gespielt. Sie stand bis 1950 auf einer im Barock eingezogenen Empore über dem Hauptportal des Langhauses. Sie verfälschte damit die Raumwirkung des romanischen Schiffs und verdeckte den Lichteinfall durch die Fenster der Westwand. Die Empore wurde abgetragen und die Orgel versetzt.
Die alte Pfarrkirche bzw. Schlosskirche in Gloggnitz stattete Kober um 1800 mit einer Orgel (I/9) aus, die 1996 von Diethart Pemmer (Purk, N.Ö.) restauriert wurde.
Von Kober sind in Ungarn zwei Orgeln bekannt. Er errichtete im Mai 1806 in der Kathedrale von Fünfkirchen eine 38-registrige Orgel mit zwei Manualen und Pedal. Nach Abschluss der Arbeit ließ sich sein Mithelfer Franciscus Vogt in Fünfkirchen nieder und baute dort während eines halben Jahrhunderts viele Orgeln. Die Orgel der Kathedrale wurde 1887 von der Firma Angster & Sohn abgebaut und durch einen Neubau ersetzt.
Im Jahre 1808 wurde Kober beauftragt die Orgel des Doms von Steinamanger zu bauen, aber bevor das Instrument fertig war, starb er. Die Orgel wurde 1814 von Albert Gáspár Dorner, einen ortsansässigen Orgelbauer fertiggestellt. Am 7. September 1947 wurde der Dom mehrere Bomben getroffen, wobei auch die Orgel zerstört wurde.

## Schüler
Johann Georg Gröber absolvierte bei Ignaz Kober eine dreijährige Lehre.
Es gab noch weitere bedeutende Orgelbauer, die bei Ignaz Kober lernten. Leopold Sauer aus Prag bezeugt dies in einem Bericht der Musikalischen Zeitschrift. Ein anderer Schüler war Franz Focht.

## Werke
| Jahr     | Ort                       | Gebäude                               | Bild | Manuale | Register | Bemerkungen          |
| -------- | ------------------------- | ------------------------------------- | ---- | ------- | -------- | -------------------- |
| 1804     | Wien                      | Schottenkirche (Wien)                 |      | II/P    | 45       | nur Gehäuse erhalten |
| vor 1806 | Gloggnitz                 | Schloss Gloggnitz                     |      | I/P     | 9        |                      |
| 1808     | Weikersdorf am Steinfelde | Pfarrkirche Weikersdorf am Steinfelde |      | I/P     | 10       |                      |
| 1810     | Pfaffstätten              | Pfarrkirche Pfaffstätten              |      | II/P    |          | nur Gehäuse erhalten |
| 1811     | Stift Heiligenkreuz       | Hauptorgel Stift Heiligenkreuz        |      | II/P    | 53       | [ 12 ]               |